# 孙惠玲
孙惠玲（1963年—），汉族，中华人民共和国政治人物、第十一届全国政协委员。
加入中国民主促进会，担任民进天津市委副主委、天津市河西区教育局副局长。2008年，当选第十一届全国政协委员，代表教育界，分入第四十一组。并担任教科文卫体委员会专委。2018年1月，当选第十三届全国政协委员。